# 大好きだよ。 (大塚愛の曲)
「大好きだよ。」（だいすきだよ）は、大塚愛の6枚目のシングル。2004年10月20日にavex traxよりリリースされた。DVD付きも同時発売。CDには、初回5万枚のみ本人描き下ろし限定特典絵本付き。

## 解説
- 大塚がエイベックスに送付したデモテープに収録されていた曲である[1]。
- 大塚曰く、最も思い入れのある曲とインタビューにおいて語っている[2]。

## 収録曲
（全作詞・作曲：愛／編曲：愛×Ikoman）

### CD
1. 大好きだよ。 (04:44)
NHK「よるドラ」（「トキオ 父への伝言」（2004年8月30日 - 9月30日）・「結婚のカタチ」（同年10月4日 - 11月11日）・「アイ'ム ホーム 遥かなる家路」（同年11月15日 - 12月16日））主題歌。
『LOVE JAM』(CD+DVD)には、この曲を基に製作された、大塚が手がけるキャラクター「LOVE」のショートフィルムも収録。
2. フレンズ -サバカンver.- (04:39)
本人主演ドラマ「東京フレンズ」主題歌。カップリング曲にタイアップがつくのは初めてである。
『LOVE JAM』の11曲目に別バージョンが収録。
3. 大好きだよ。 (Instrumental) (04:44)
4. フレンズ -サバカンver.- (Instrumental) (04:37)

### DVD
1. 大好きだよ。 (Music Clip)

## 収録アルバム
- 『LOVE JAM』（#1）
- 『愛 am BEST』（#1）
- 『東京フレンズ The Movie music collection』（#2）
- 『a-box NEO』（DISC-1・#4）
- 『LOVE is BEST』（#1）